# الشق (سيرة نبوية)

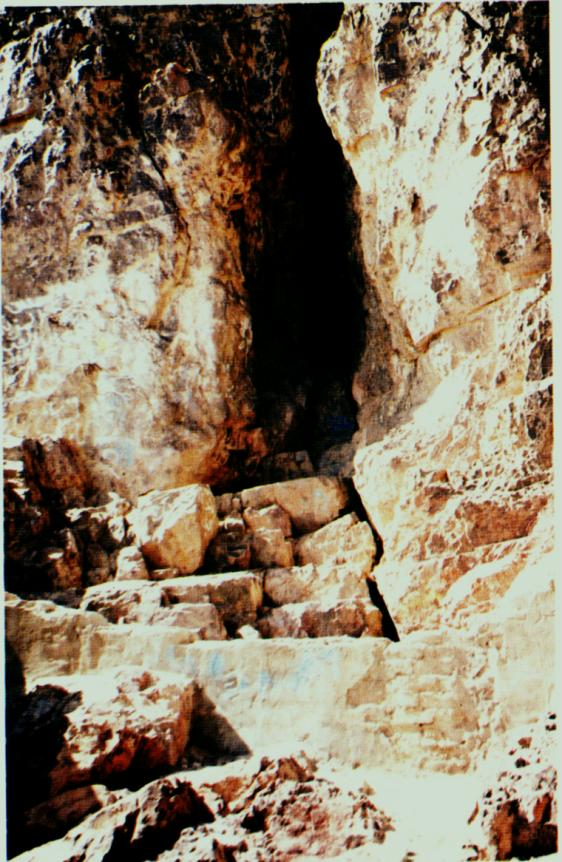
الشِّق في جبل أحد الذي احتمى فيه محمد وبعض أصحابه بعد أن أصيبوا في غزوة أحد

سيرة نبوية، هو المكان الذي احتمى به رسول الله محمد بعد نزول الرماة، عن جبل الرماة في غزوة أحد، الشق هو جيب في جبل أحد اوى اليه الرسول (ص) وكان معه سبعة من الأنصار وطلحة بن عبيد الله وسعد بن أبي وقاص، استشهد الأنصار وهم يدافعون عن الرسول فقال الرسول: ما انصفنا اصحابنا، ونثر كنانته وقال: ارمي سعد فداك اب وامي، وظل يدفع المشركين، واستبسل في الدفاع طلحة بن عبد الله، وقطعت اصابعه وقال ارسول: وجبت طلحه، أي وجبت الجنة، وسقطت دماء من ارسول في الشق وضلت رائحة المسك تفوح منه حتى اليوم، وهو مزار قريب من شهداء أحد على سفح جبل من جبال أحد يمكن للزائر ان يتسلقه ويجلس في الشق على نحو من 200م علوا، ورائحته زكية، واسفله بقية مسجد يقال له مسجد الفسح، صلى فيه الرسول والصحابة جلوسا من شدة الجراح ونزلت فيه اية:﴿اذا قيل لكم تفسحوا في المجالس فافسحوا يفسح الله لكم﴾